# 東茂美
東 茂美（ひがし しげみ、1953年 - ）は、日本の日本文学研究者、福岡女学院大学教授。主として万葉集を研究している。

## 経歴
佐賀県伊万里市に生まれる。成城大学大学院博士課程修了。1986年「六朝仏教からみた憶良歌の位置」などの業績で第3回上代文学会賞受賞。1996年 「大伴坂上郎女」で博士（文学）の学位を取得。

## 著書
- 『大伴坂上郎女』（笠間書院・1994年）
- 『大伴坂上郎女 人と作品』（中西進編・共著、おうふう・1998年）
- 『東アジア万葉新風景』（西日本新聞社・2000年）
- 『天平万葉論』（梶川信行と共編、翰林書房・2003年）
- 『山上憶良の研究』（翰林書房・2006年）
- 『古代の暦で楽しむ 万葉集の春夏秋冬』（笠間書院・2013年）